# GSG-5
GSG-5は、ドイツのジャーマン・スポーツ・ガンズ（GSG）社が設計した民生用の半自動小銃である。.22ロングライフル弾を使用する。

## 概要
GSG-5の外見は、ヘッケラー&コッホ（H&K社）が開発した短機関銃、MP5に酷似している。実際、内部構造こそ全く異なるものの、銃床やハンドガード、照準器など一部の外装用部品に互換性があり、MP5を模した遊戯銃向けに設計された各種の付属品の一部も使用できるという。GSG社では伸縮式銃床やレール付ハンドガードなど、独自の付属品も設計している。弾倉は2発、10発、15発、22発装填の箱型弾倉、および110発装填のドラム型弾倉が用意されている。
GSG-5は、H&K社が小銃や短機関銃向けに採用しているのと同形式の回転調節式照準器を備えるが、その他の照準器を搭載することを想定してフレーム上にアタッチメント用レールがある。

## 法的問題

### H&K社による訴訟
2009年、H&K社は「トレードドレスの侵害」を理由に、GSG社とアメリカでのGSG-5シリーズの輸入を手がけていたアメリカン・タクティカル・インポート（American Tactical Imports, Inc, ATI）社を相手に訴訟を起こした。2009年10月16日にはGSG社による製造とATI社による輸入を全て禁止する旨の判決が下された。製造済み在庫については2010年1月31日まで販売を行うことが認められ、以前に販売されたGSG-5については引き続きサポートを行うこととされた。
現在ではH&K社との同意に基づき、照準器など一部のデザインを変更したものがGSG-522の名称で販売されている。

### サプレッサー風銃身覆いに関する問題
2010年1月、アメリカのアルコール・タバコ・火器及び爆発物取締局（ATF）は、GSG-5 SDが装着していた装飾用のサプレッサー風銃身覆いを本物のサプレッサーであると判断して、連邦火器法（NFA）の元で流通の規制を行った。これに対してATI社では、この商品のリコールを決定した。なお、この指定は後に解除された。

## 派生型
GSG-5A
230mm（9.1インチ）銃身を備える基本型。現在はGSG-522 スタンダードの名称で販売されている。
GSG-5L
414mm（16.3インチ）銃身を備える。アメリカなどの銃身長に関する法的要件を満たすために設計された。この銃身には装飾的な目的で、サプレッサーを模した銃身覆い（モックサプレッサー）が装着されている。現在はGSG-522 カービンの名称で販売されている。
GSG-5SD
GSG-5Lによく似ているが、MP5SDを模した、より大きなモックサプレッサーを装着している。実際には何ら消音効果を備えていないにも係わらず法的規制の対象となった。現在はGSG-522 SDの名称で販売されている他、SDを軽量化したモデルがGSG-552 ライトウェイトとして販売されている。
GSG-5P
銃床を取り外したもの。銃身はAと同様。現在はGSG-522 ピストルの名称で販売されている。
GSG-5PK
銃床を取り外した上、銃身を119mm（4.7インチ）に短縮してハンドガードも切り詰めたもの。現在はGSG-522 PKの名称で販売されている。